# الأمراض المعدية الناشئة (مجلة علمية)
 الأمراض المعدية الناشئة (الاختصار باللغة الإنجليزية: EID) هي مجلة أكاديمية مفتوحة الوصول ومراجعة من قبل الأقران؛ تنشرها مراكز مكافحة الأمراض واتقائها (اختصار الاسم بالإنجليزية: CDC). وهي مجلة ذات ملكية عامة  وتناقش كل ما يختص بالحالات العالمية للأمراض المعدية الجديدة والناشئة، مع التشديد والتركيز بدرجة واضحة وكبيرة على نشوء المرض والوقاية منه، والسيطرة والقضاء عليه. وفقًا لتقارير الاستشهاد بالمجلات الأكاديمية، فإن عامل التأثير للمجلة في عام 2016 هو 6.99؛ مما جعلها تحتل المرتبة الرابعة من بين 82 مجلة في فئة الأمراض المعدية. وقد حصلت المجلة أيضًا على درجة 79 في مؤشر إتش لعام 2016 من جوجل سكولار؛ مما جعلها تحتل المرتبة الثانية في كلا من الفئة المتعلقة بالوبائيات، وبين المجلات المفتوحة الوصول المتعلقة بالوبائيات، وكذلك تبوأت المرتبة الرابعة في فئة العدوى والمرتبة الأولى بين المجلات المفتوحة الوصول المتعلقة بالأمراض المعدية التي يتم تناقلها.

## التلخيص والفهرسة
تمت فهرسة المجلة في ببمد،  مدلاين، شبكة العلوم: مؤشر الاقتباس العلمي، وسكوبس.
عامل تأثير الخاص بهذه المجلة لعام 2017؛ بلغ 7.422.

## روابط خارجية
- الموقع الرسمي
- EID على وسائل التواصل الاجتماعي